# André Benchetrit
Pour les articles homonymes, voir Benchetrit.
 (juin 2024).
André Benchetrit est un écrivain français né le 29 novembre 1955 à Casablanca et décédé le 11 novembre 2009 à Paris.

## Biographie
Il est l'auteur de romans ainsi que d'un récit pour adolescents et de nombreux livres pour enfants.
Il a animé des ateliers d'écriture dans les écoles, les prisons, les hôpitaux.

## Œuvres

### Romans
- Le ventre, Paris, P.O.L., 1995, 125 p. (ISBN 978-2-86744-466-1)
- Impasse marteau, Arles, France, Actes Sud, 1999, 112 p. (ISBN 978-2-7427-2343-0)
- Très-Grande Surface, Paris, Éditions Léo Scheer, coll. « Manifeste », 2004, 160 p. (ISBN 2-84938-016-4)
- Le Bord de la Terre, Paris, L'une et l'Autre Éditions, 2009, 88 p. (ISBN 978-2-35729-029-7)

### Récits
- Le Livre de Sabine, Paris, Éditions du Néant, 2004, 108 p. (ISBN 978-2-914655-03-3)

### Littérature d'enfance et de jeunesse
- André Benchetrit, Vendeur de cauchemars, Rodez, France, Éditions du Rouergue, coll. « DoAdo noir », 2008, 92 p. (ISBN 978-2-84156-958-8)
- André Benchetrit (ill. Rémi Saillard), Les têtes rouges, Paris, Éditions Belin, coll. « Les albums de Justine », 2001, 32 p. (ISBN 978-2-7011-2871-9)
- André Benchetrit (ill. Rémi Saillard), Tom et l'enfant-loup, Paris, Éditions Belin, coll. « Les albums de Justine », 2004, 32 p. (ISBN 978-2-7011-3743-8) Prix des Incorruptibles 2006[3]
- André Benchetrit (ill. Rémi Saillard), Alice et les Oiseaux, Paris, Éditions Belin, coll. « Les albums de Justine », 2005, 32 p. (ISBN 978-2-7011-4057-5)
- André Benchetrit et Laurent Sabathié (ill. Rébecca Dautremer), Le Moyen Age, comment c'était ?, Paris, Éditions Belin, coll. « Les questions de Justine », 2005, 32 p. (ISBN 978-2-7011-4212-8)
- André Benchetrit et Laurent Sabathié (ill. Rébecca Dautremer), En fait l'eau, c'est quoi ?, Paris, Éditions Belin, coll. « Les questions de Justine », 2005, 32 p. (ISBN 978-2-7011-4232-6)
- André Benchetrit et Laurent Sabathié (ill. Rébecca Dautremer), La préhistoire, comment c'était ?, Paris, Éditions Belin, coll. « Les questions de Justine », 2005, 32 p. (ISBN 978-2-7011-4464-1)
- André Benchetrit, La Porte du Temps, Arles, France, Actes Sud Junior, 2006, 127 p. (ISBN 978-2-7427-5921-7)
- André Benchetrit et Laurent Sabathié (ill. Rébecca Dautremer), Mon corps, comment se défend-il ?, Paris, Éditions Belin, coll. « Les questions de Justine », 2006, 32 p. (ISBN 978-2-7011-4331-6)
- André Benchetrit et Laurent Sabathié (ill. Rébecca Dautremer), Les étoiles brillent, pourquoi ?, Paris, Éditions Belin, coll. « Les questions de Justine », 2007, 32 p. (ISBN 978-2-7011-4601-0)
- André Benchetrit et Laurent Sabathié (ill. Rébecca Dautremer), Le cerveau, à quoi ça sert ?, Paris, Éditions Belin, coll. « Les questions de Justine », 2007, 32 p. (ISBN 978-2-7011-4602-7)

### Œuvres publiées sous pseudonyme
- Samira Fahim, L'Hassen Rahmani, Chetrit et Sophie Tramier, Les douceurs de Kenza : une année de pâtisseries orientales, Paris, Éditions Minerva, 2005, 122 p. (ISBN 978-2-8307-0838-7). Sous le pseudonyme de Chetrit[4]